# خانه دانش
خانه دانش؛ خانه‌ای تاریخی مربوط به دورهٔ پهلوی است و در کاشمر، جنوب‌غربی میدان امام علی واقع شده و این اثر در تاریخ ۱۱ شهریور ۱۳۸۸ با شمارهٔ ثبت ۲۸۲۰۹ به‌عنوان یکی از آثار ملی ایران به ثبت رسیده است.

## نگارخانه

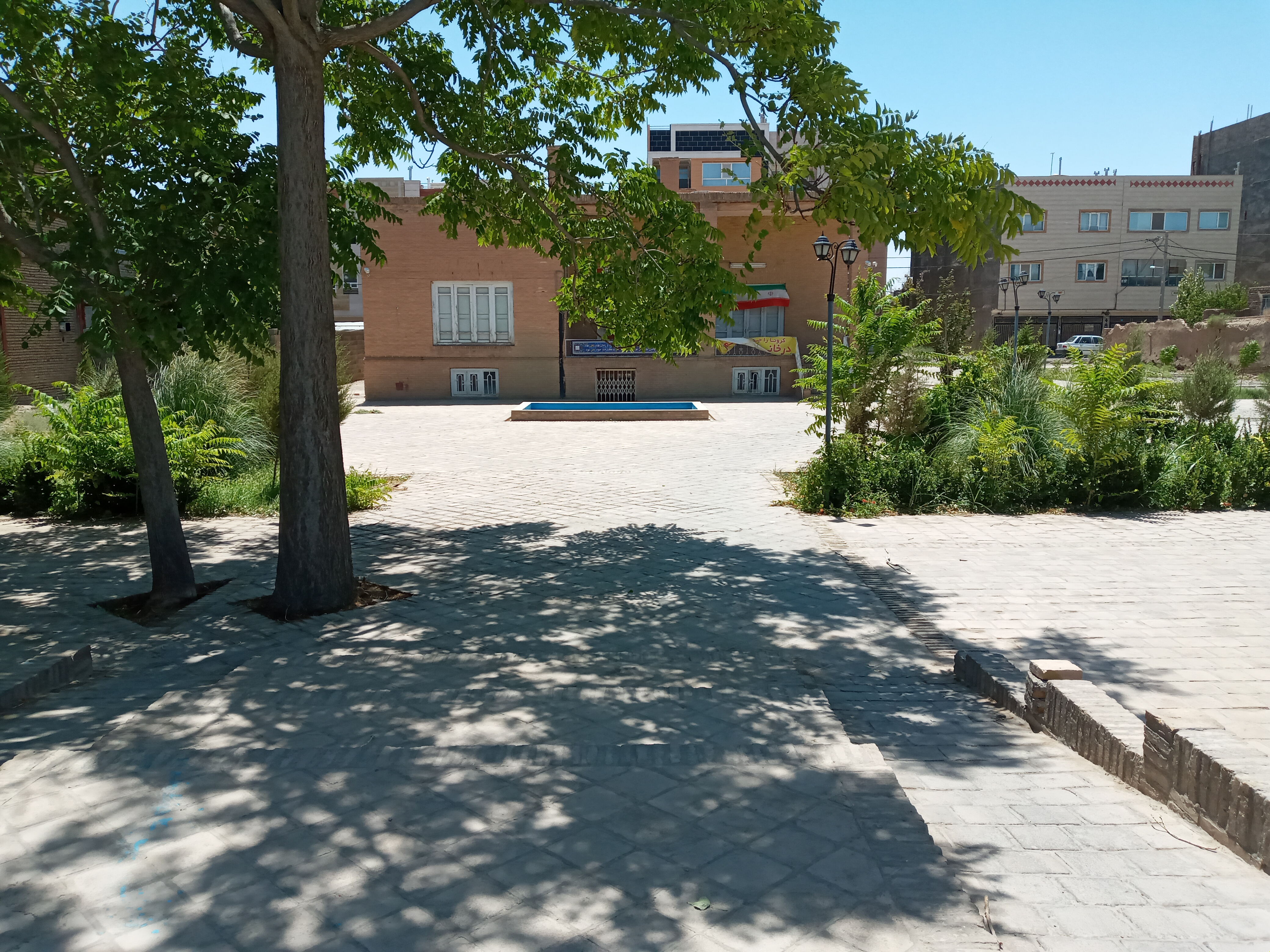
نمایی از خانه دانش
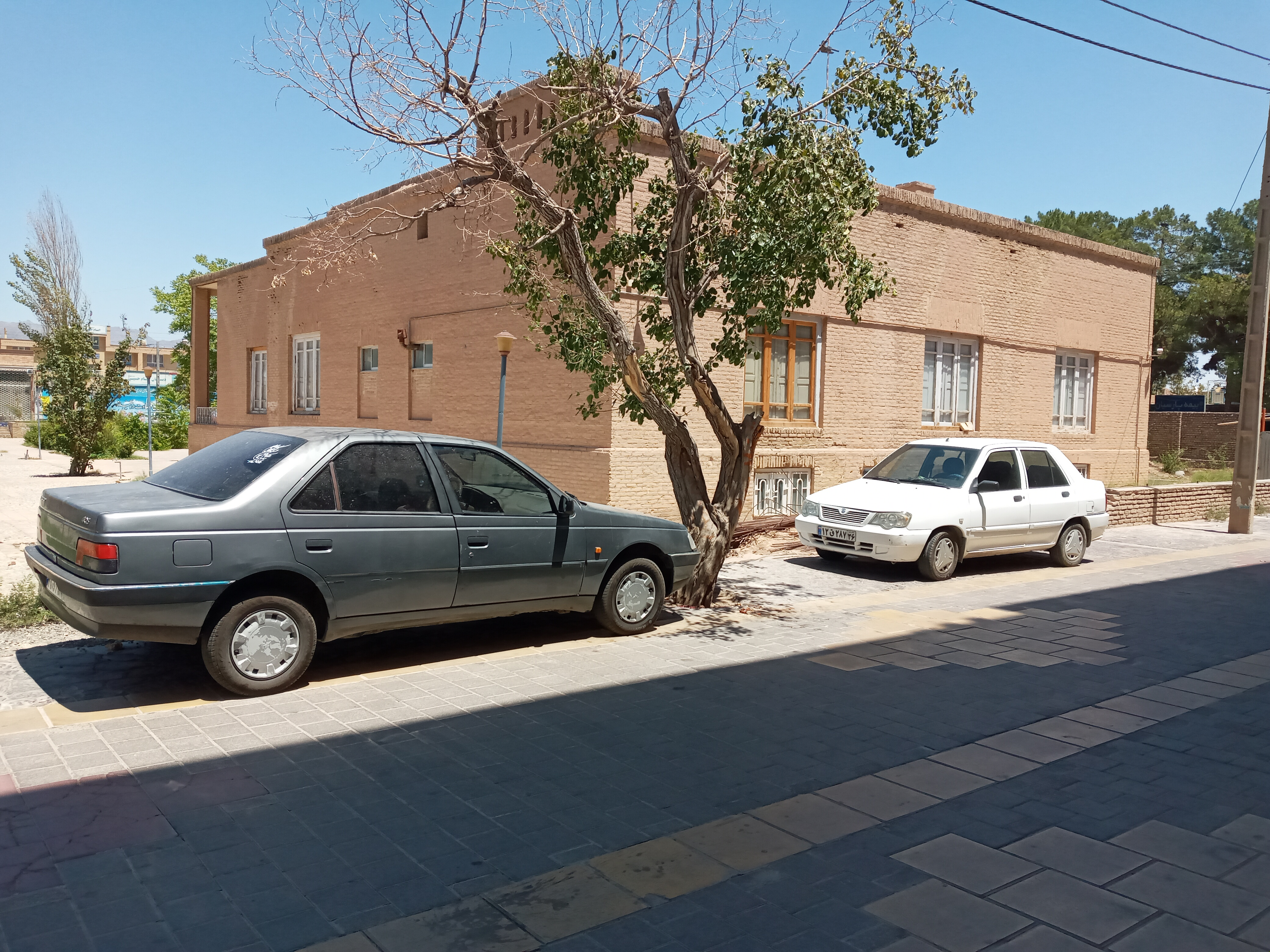
نمایی از خانه دانش
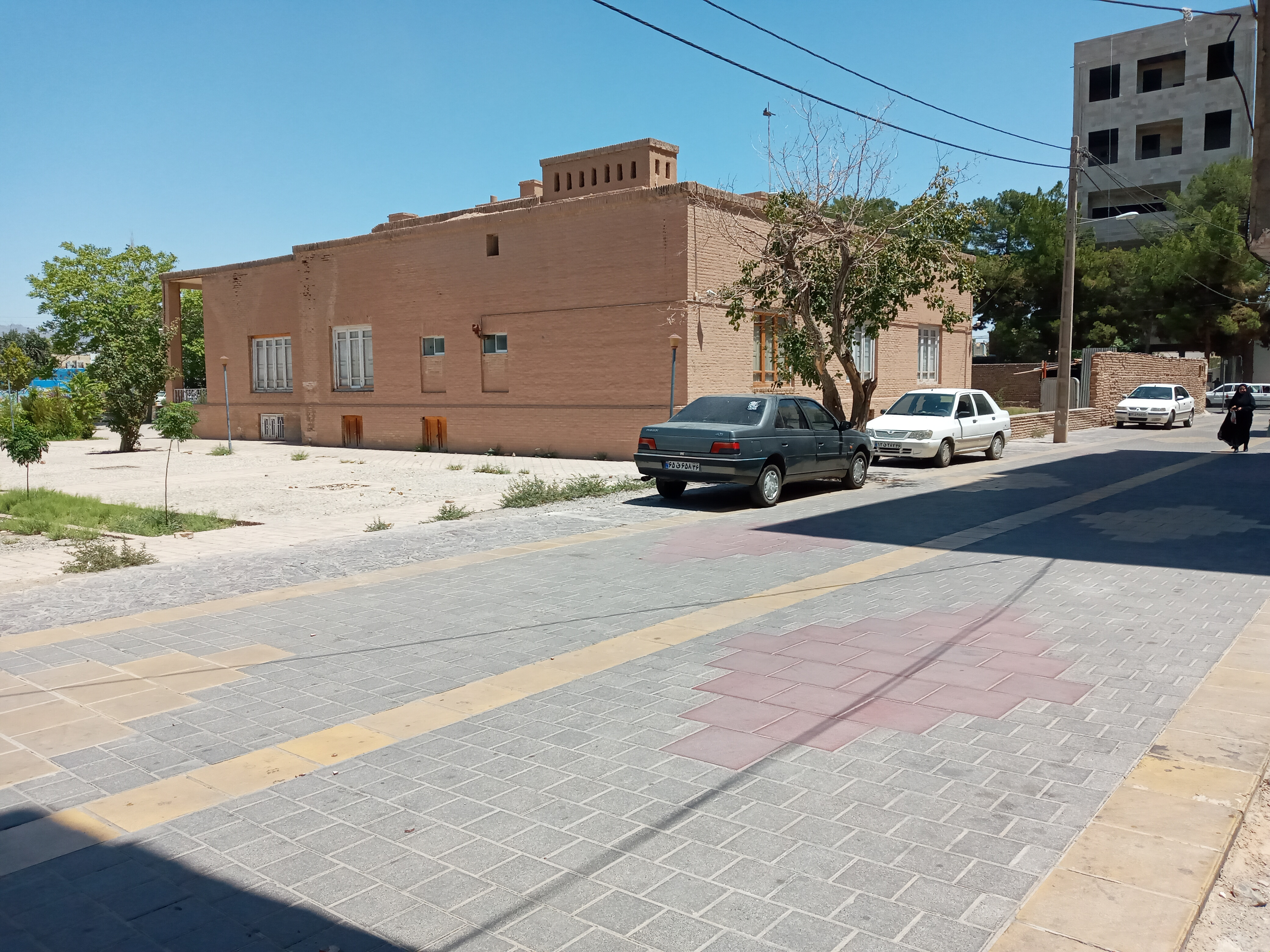
نمایی از خانه دانش
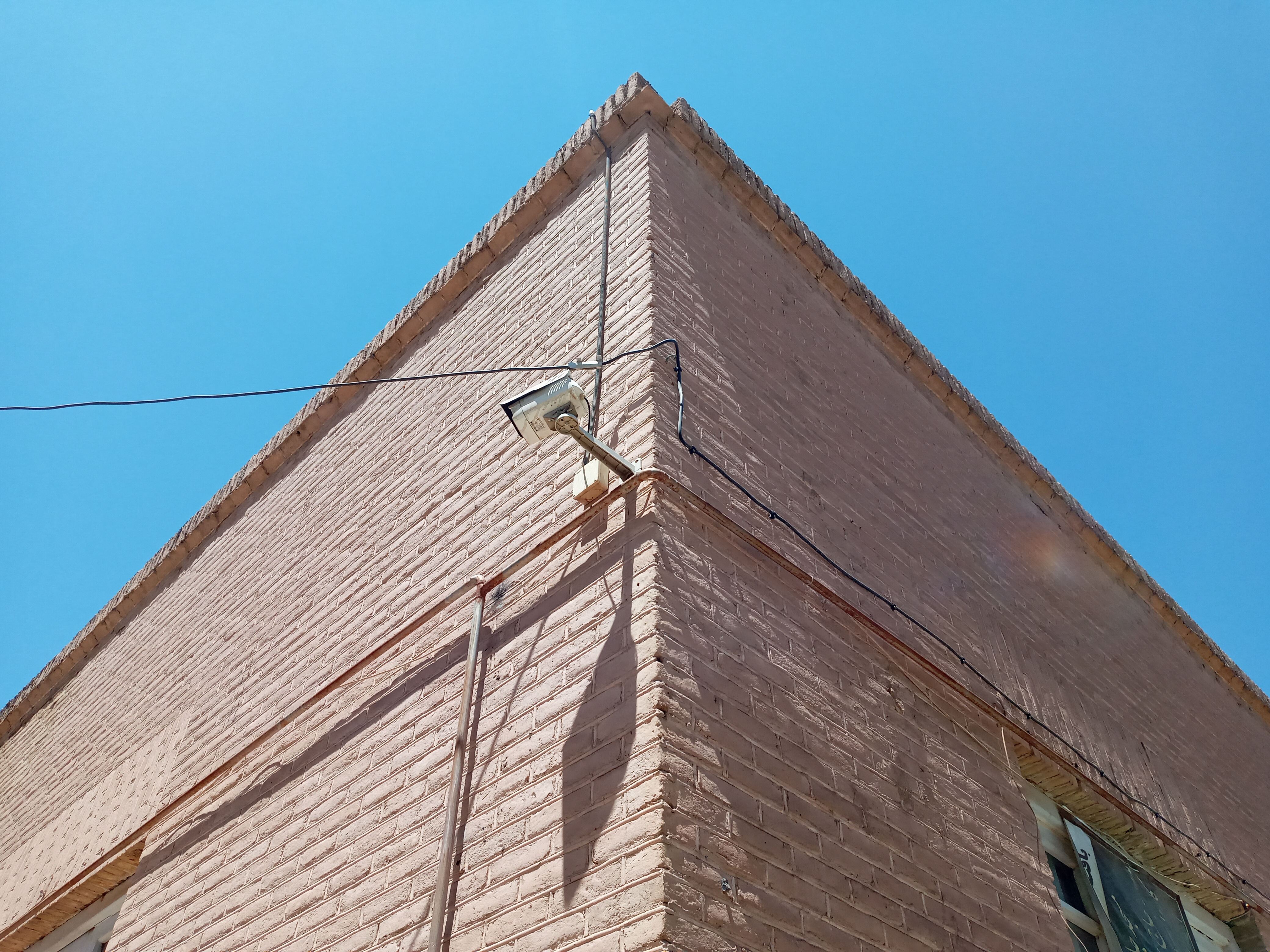
نمایی از خانه دانش
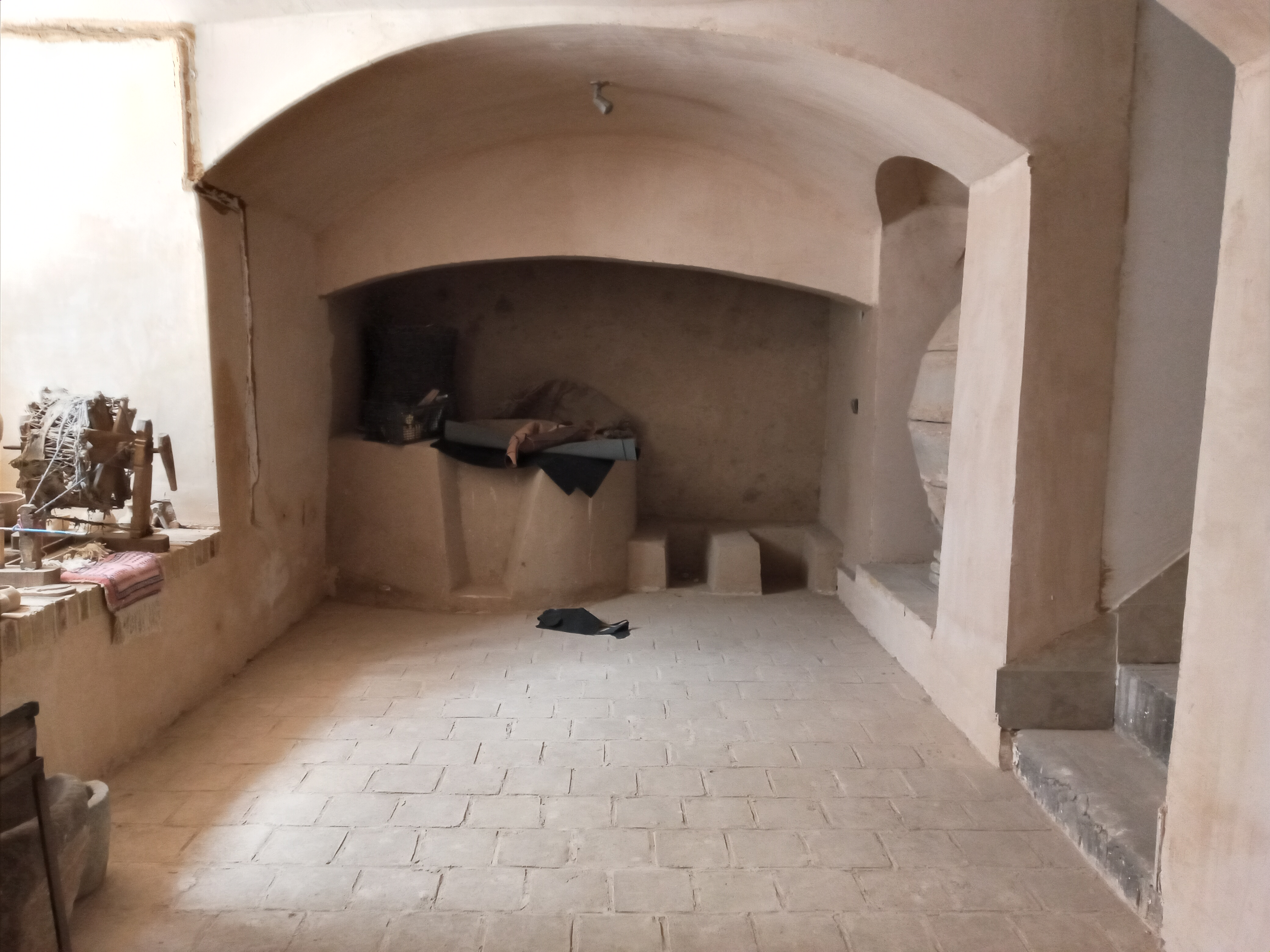
موزه مردم‌شناسی خانه دانش
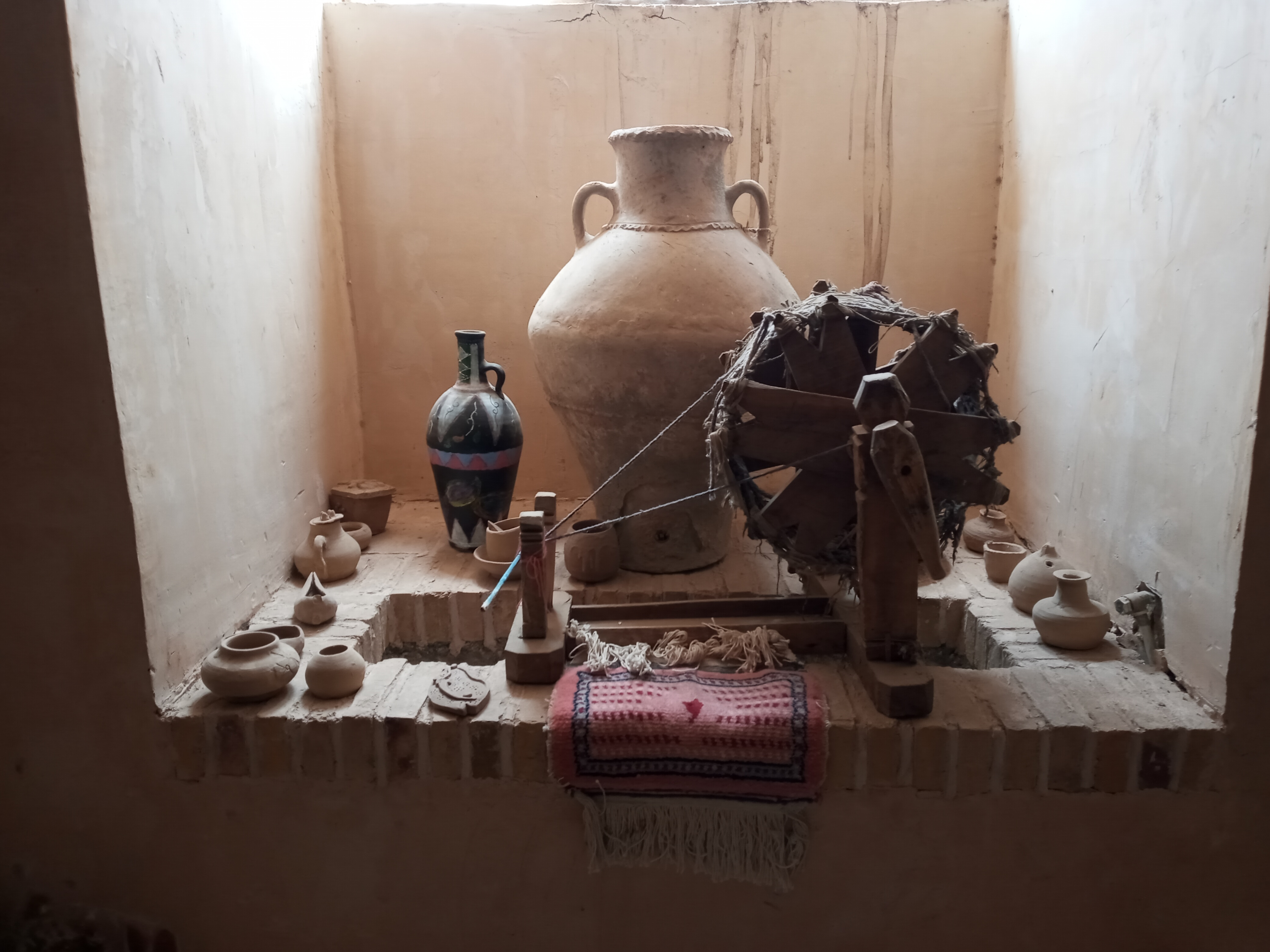
موزه مردم‌شناسی خانه دانش
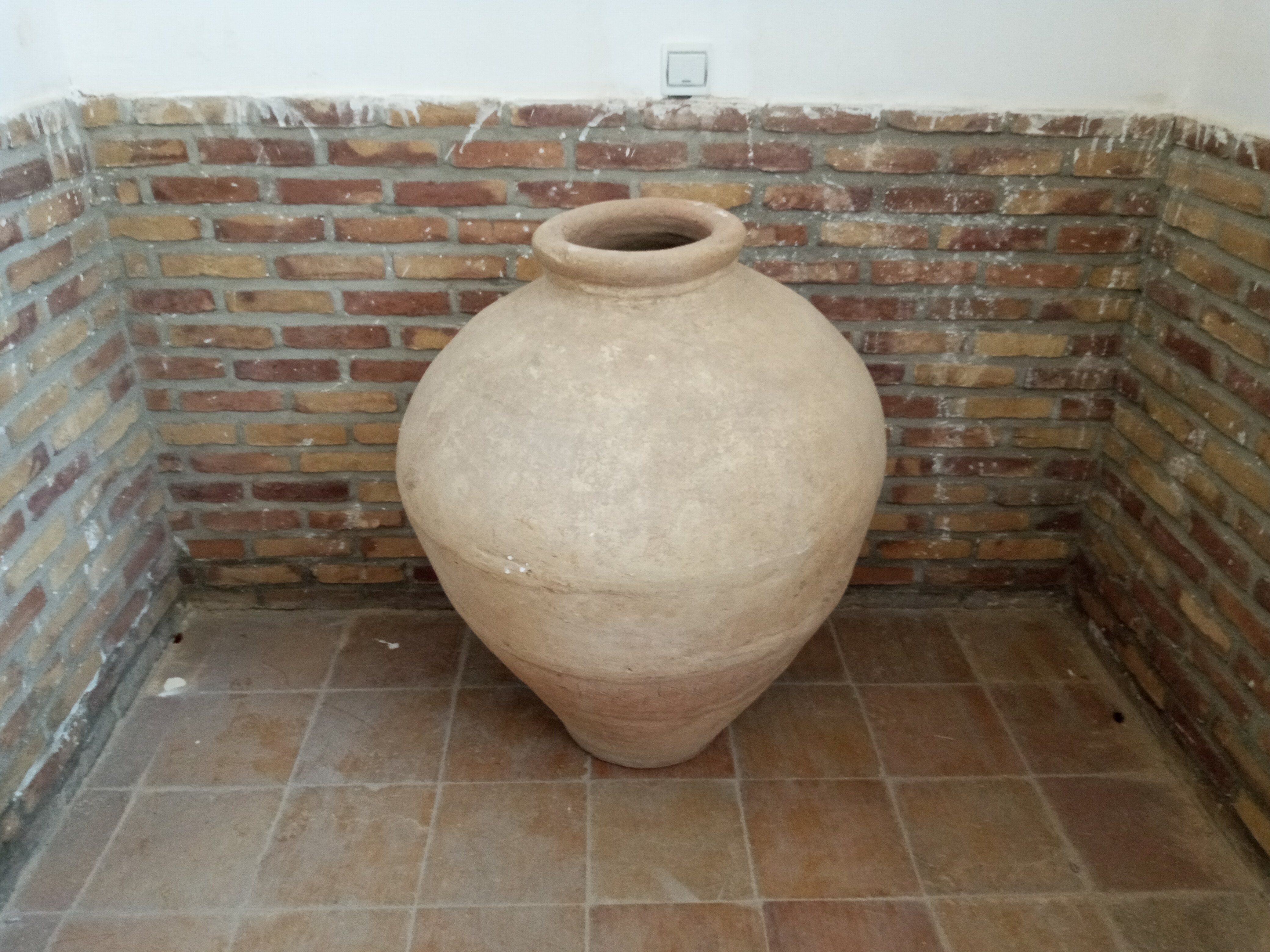
موزه مردم‌شناسی خانه دانش
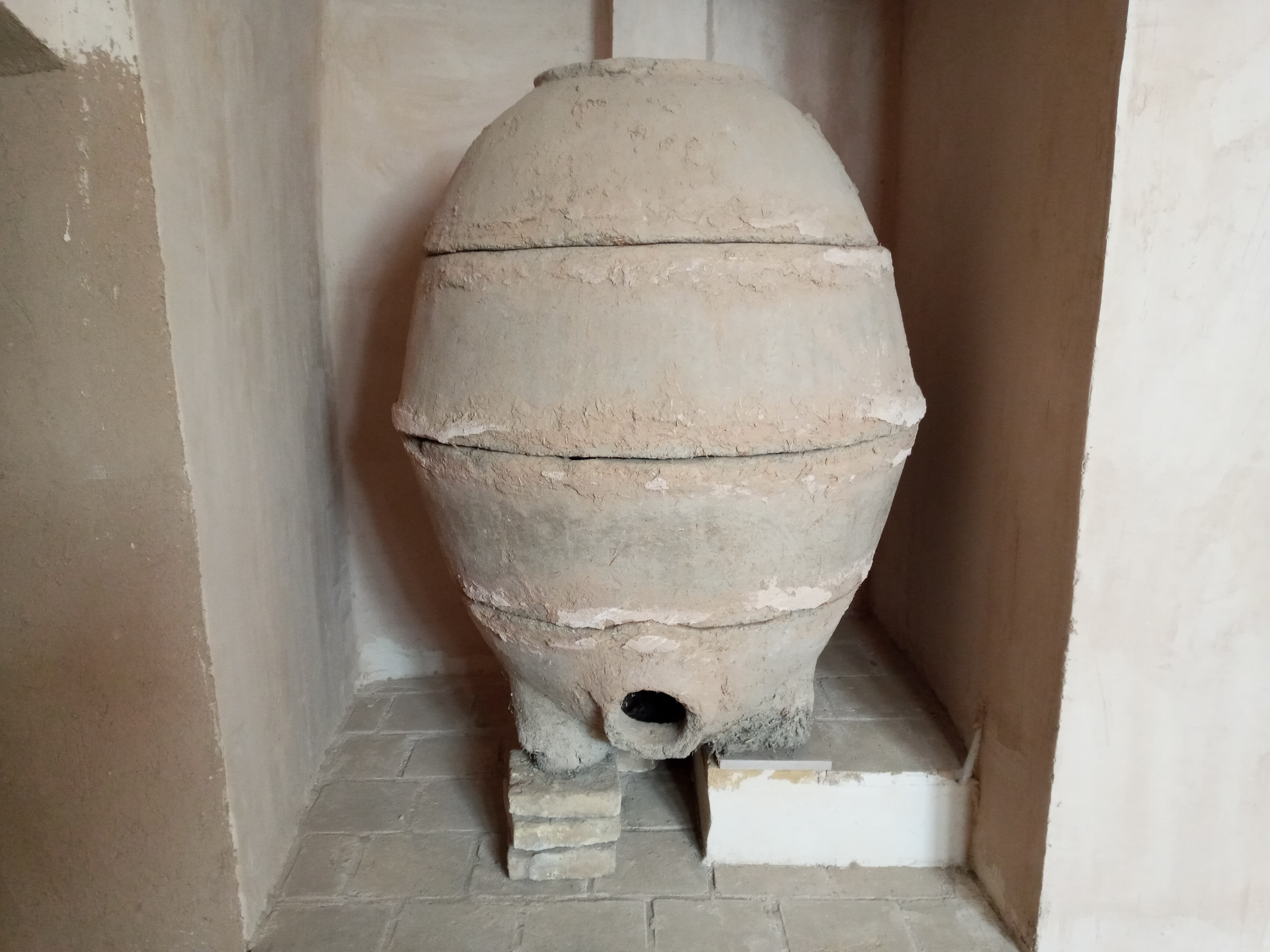
موزه مردم‌شناسی خانه دانش